# Черницьк
Черни́цьк (рос. Черницк) — селище у складі Барнаульського міського округу Алтайського краю, Росія.

## Населення
Населення — 760 осіб (2010; 668 у 2002).
Національний склад (станом на 2002 рік):
- росіяни — 96 %